# Бондар Василь Васильович (військовик)
Васи́ль Васи́льович Бо́ндар (7 листопада 1973 , Любашівка, Одеська область  — 12 лютого 2015 , Дебальцеве, Донецька область ) — старшина Збройних сил України.

## Короткий життєпис
Мобілізований 5 серпня 2014-го із Києва, де проживав з сім'єю. Водій, 128-а окрема гірсько-піхотна бригада.
Кілька разів на передовій зазнавав небезпечних для життя пригод, виходив з них живим. 12 лютого 2015-го загинув у боях за Дебальцеве — осколкове поранення у серце; у тому бою загинув і майор Віталій Постолакі. Перебував у списках зниклих безвісти.
Без Василя залишилися дружина, двоє дітей. Дружина забрала тіло чоловіка до Барвінків, звідки вона родом.
7 березня 2015-го похований в Барвінках, у Малинському районі оголошено жалобу.

## Нагороди
За особисту мужність і героїзм, виявлені у захисті державного суверенітету та територіальної цілісності України, вірність військовій присязі під час російсько-української війни, відзначений — нагороджений
- орденом «За мужність» III ступеня (посмертно)